# 双桥镇 (寿县)
双桥镇，是中华人民共和国安徽省六安市寿县下辖的一个乡镇级行政单位。

## 行政区划
双桥镇下辖以下地区：
双桥街道社区、柏庙民族村、孙厂村、二十铺村、大郢村、洪楼村、袁郢村、胜利村、梨树村、杨台村、南塘村、尚庙村、马荒村和江拐村。